# Município Dirico
Município Dirico är en kommun i Angola.   Den ligger i provinsen Cuando Cubango, i den södra delen av landet, 1 300 km sydost om huvudstaden Luanda.
Omgivningarna runt Município Dirico är huvudsakligen savann. Trakten runt Município Dirico är nära nog obefolkad, med mindre än två invånare per kvadratkilometer.